# La Almudena (stacja metra)
La Almudena – stacja metra madryckiego na linii 2, położona w dystrykcie Ciudad Lineal. Nazwa stacji pochodzi od znajdującego się niedaleko cmentarza Almudena. Stacja została wybudowana w ramach trwającej w latach 2008–11 rozbudowy linii w kierunku dzielnicy Las Rosas. Otwarcie nastąpiło 16 marca 2011.